# Проституция в Гайане
Проституция в Гайане незаконна, но широко распространена. Закон о проституции устарел и восходит к колониальной эпохе. Правоохранительные органы непоследовательны, и секс-работники сообщают о насилии и жестоком обращении со стороны полиции. Многие обращаются к проституции по экономическим причинам и из-за отсутствия других возможностей трудоустройства . Проституция по-прежнему привлекает все большее внимание общественности из-за высокого уровня заболеваемости ВИЧ / СПИДом среди проституток. Проституция в стране делится на три типа: «верхний город», обслуживающий состоятельных клиентов, «центр города», обслуживающий рабочий класс, и участки добычи полезных ископаемых. По оценкам ЮНЭЙДС, в стране насчитывается 6000 проституток.
Проститутки часто снимают комнаты в отелях и привлекают клиентов в баре отеля или за его пределами. Танцовщицы в танцевальных клубах и стриптиз-заведениях иногда предлагают сексуальные услуги в качестве побочного занятия.
В столице страны Джорджтауне проститутки иногда посещают пришвартованные грузовые суда с разрешения капитана для обслуживания экипажей.

## Правовая ситуация
Проституция конкретно не запрещена законодательством Гайаны, но «обычное неудобство» в разделе 356 Закона об уголовном праве (правонарушения) 1893 года толкуется как включающее проституцию. Раздел 357 запрещает содержать или управлять «обычным непристойным домом» (борделем).

Статья 26 - Беспорядки, непристойные дома
356. Каждый, кто совершает какое-либо обычное нарушение, угрожающее жизни, безопасности или здоровью населения или причиняющий вред личности любого лица, виновен в правонарушении и наказывается тюремным заключением на срок до двух лет.
357. Всем, кто -
(а) содержит общий непристойный дом или управляет им; или
(б) содержит или управляет обычным домом с плохим управлением или беспорядком;
признается виновным в совершении проступка и наказывается лишением свободы на срок до двух лет.
- Закон об уголовном праве (правонарушения) (№ 18 от 1893 года) — 
.
Закон о борьбе с торговлей людьми 2005 года запрещает все формы торговли людьми и предусматривает достаточно строгие меры наказания - от трех лет до пожизненного заключения.

## Призывы к декриминализации
В 2014 году организация секс-работников «Коалиция секс-работников Гайаны» и несколько НПО призвали легализовать проституцию и упорядочить секс-работу. Целью было положить конец дискриминации и жестокому обращению с секс-работниками и предоставить им полный доступ к медицинским услугам. В число неправительственных организаций входили "Молодежный вызов Гайаны" и "Общество против дискриминации по признаку сексуальной ориентации".

## Добыча полезных ископаемых
Во внутренних районах Гайаны есть золотодобывающая промышленность. Женщины, часто из деревень маронов и индейцев, приезжают сюда, чтобы удовлетворить сексуальные потребности золотодобытчиков. Женщины работают во временных постройках из дерева, цинка или брезента, которые состоят из ряда комнат, достаточно больших для размещения кровати, где женщины живут и развлекают клиентов. Женщины с побережья также путешествуют туда. шахты, обычно на два или три месяца. Когда происходит «крик» (значительная находка), количество проституток вокруг этой шахты увеличивается.
В стране также есть бокситовые и алмазные рудники, которые также привлекают проституток. Однако спад в бокситовой промышленности в начале 2000-х годов, приведший к снижению занятости и покупательной способности мужчин, привел к значительному сокращению числа секс-работников вокруг этих рудников.
Есть свидетельства того, что женщин продавали для работы проститутками на шахтах.

## ВИЧ
ВИЧ является проблемой в стране, однако благодаря усилиям правительства Гайаны и международных организаций ситуация находится под контролем. Пик эпидемии пришелся примерно на 2006 год, а в 2016 году было подсчитано, что пострадали 1,6% взрослого населения. Среди других мер, включая просвещение по вопросам ВИЧ, была начата программа раздачи презервативов. Секс-работники относятся к группе высокого риска. Заболеваемость ВИЧ среди секс-работников с годами снизилась: 47% в 1997 году, 27% в 2004 году, 16% в 2010 году и 6,1% в 2016 году.

## Секс-торговля
Гайана является страной происхождения и назначения для мужчин, женщин и детей, ставших жертвами торговли людьми в целях сексуальной эксплуатации. Женщины и дети из Гайаны, Бразилии, Доминиканской Республики, Суринама и Венесуэлы становятся жертвами сексуальной торговли в шахтерских общинах во внутренних и городских районах. В то время как торговля людьми в целях сексуальной эксплуатации происходит во внутренних районах горнодобывающих предприятий, ограниченное присутствие правительства во внутренних районах страны делает все масштабы торговли неизвестными. Дети особенно уязвимы для сексуальной эксплуатации. Граждане Гайаны становятся жертвами торговли людьми в целях сексуальной эксплуатации на Ямайке, Суринаме и других странах Карибского бассейна. Некоторые сотрудники полиции причастны к преступлениям, связанным с торговлей людьми, и коррупция препятствует усилиям по борьбе с торговлей людьми.
В 2017 году Управление государственного департамента США по мониторингу и борьбе с торговлей людьми повысило статус Гайаны с уровня 2 до страны уровня 1 после того, как правительство Гайаны активизировало усилия по борьбе с торговлей людьми .